# La Libertad, Campeche
La Libertad är en ort i Mexiko.   Den ligger i kommunen Campeche och delstaten Campeche, i den östra delen av landet, 900 km öster om huvudstaden Mexico City. La Libertad ligger 118 meter över havet och antalet invånare är 429.
Terrängen runt La Libertad är platt. Runt La Libertad är det ganska glesbefolkat, med 42 invånare per kvadratkilometer. Närmaste större samhälle är Los Laureles, 11,7 km öster om La Libertad. I omgivningarna runt La Libertad växer i huvudsak lövfällande lövskog.